# Iaras
Iaras is een gemeente in de Braziliaanse deelstaat São Paulo. De gemeente telt 5.658 inwoners (schatting 2009).

## Aangrenzende gemeenten
De gemeente grenst aan Águas de Santa Bárbara, Avaré, Borebi en Cerqueira César.